# Gerson Rodrigues
Gerson Leal Rodrigues Gouveia (* 20. června 1995 Pragal) je lucemburský profesionální fotbalista, který hraje na pozici křídelníka či útočníka za ukrajinský klub FK Dynamo Kyjev a za lucemburský národní tým.

## Klubová kariéra
S kariérou začal v FC Swift Hesperange v roce 2013. Ve své kariéře hrával za FC Sheriff Tiraspol, Júbilo Iwata, FK Dynamo Kyjev a MKE Ankaragücü.

## Reprezentační kariéra
Rodrigues odehrál za lucemburský národní tým v letech 2017–2021 celkem 36 reprezentačních utkání.

## Statistiky
| Lucembursko | Lucembursko | Lucembursko |
| Roky        | Záp.        | Góly        |
| ----------- | ----------- | ----------- |
| 2017        | 9           | 0           |
| 2018        | 5           | 0           |
| 2019        | 10          | 3           |
| 2020        | 7           | 2           |
| 2021        | 5           | 2           |
| Celkem      | 36          | 7           |

## Úspěchy

### Klubové
FC Sheriff Tiraspol
- Divizia Națională: 2018

FK Dynamo Kyjev
- Premjer-liha: 2020/21